# Droga krajowa B496 (Niemcy)

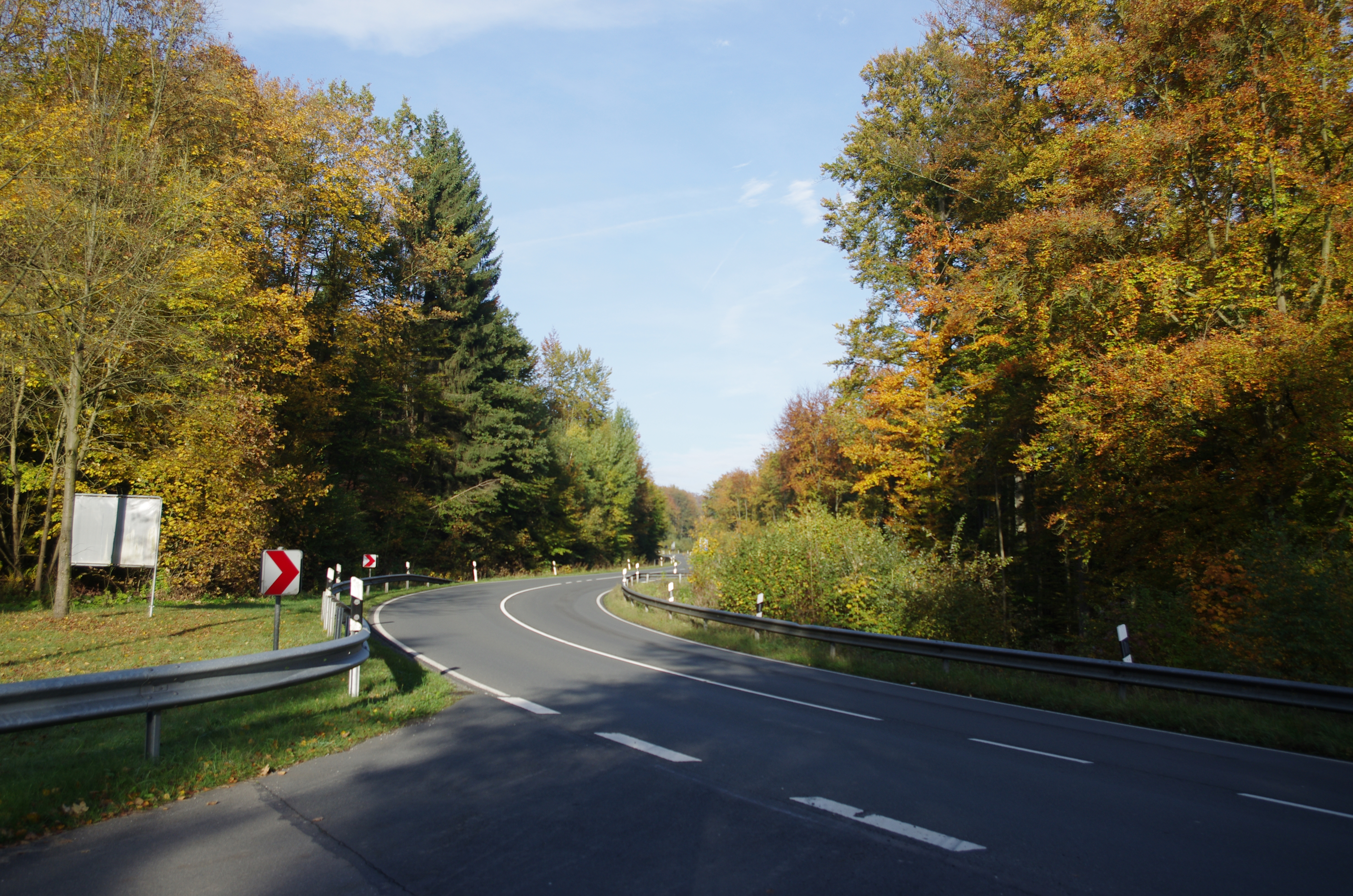
B 496

Droga krajowa 496 (niem. Bundesstraße 496) – niemiecka droga krajowa przebiegająca na osi północ-południe i jest połączeniem drogi B3 w Hann. Münden i autostrady A7 na węźle Hann. Münden/Lutterberg na  południu Dolnej Saksonii.
Droga, jest oznakowana jako B496 od początku lat 70. XX w.

## Rzeki
Droga przecina rzekę Fulda.